# وثيقة سفر روسية
وثيقة سفر روسية (الروسية: Проездной документ Российской Федерации) هي وثيقةُ سفرٍ إلكترونيَّة للاجئين، تُصدرها وزارة الشؤون الداخلية في الاتحاد الروسي لأغراض السفر الدولي للأفراد المعترف بهم لاجئين مقيمين في روسيا بموجب اتفاقية عام 1951 المتعلقة بوضع اللاجئين. تُمكّن وثيقة السفر هذه حاملها من مغادرة روسيا، والسفر خارجها (مع قيودٍ)، والعودة إليها. مع ذلك، لا تُعدّ هذه الوثيقة جواز سفرٍ روسيٍ عادي.